# Diosdado Cabello
Disosdado Cabello (El Furrial, Monagas 1963), és un militar i polític veneçolà, proper al partit progressista Moviment Cinquena República. Des del 19 de juny de 2018 és el president de l'Assemblea Nacional Constituent de Venezuela.

## Trajectòria política
Va participar en un cop d'estat el 4 de febrer de 1992. Després de sortir de la presó per una amnistia, col·laborà amb Hugo Chávez en la seva campanya presidencial de 1998.
Diosdado Cabello ostentava el càrrec de vicepresident de Veneçuela quan es va succeir el cop d'estat de l'11 d'abril de 2002. un cop segrestat el president Hugo Chávez per les forces colpistes, Cabello (que s'havia resguardat per evitar la repressió) va assumir la presidència de la república de forma provisional quan un moviment popular en defensa de la democràcia va forçar la retirada del govern colpista del palau presidencial.
La seva primera ordre com a president provisional va ser ordenar l'alliberament del president Chávez, al que va cedir de nou la presidència quan aquest va ser alliberat poques hores després.
Va ser governador de Miranda fins a 2008, quan Henrique Capriles Radonski va guanyar les eleccions.